# الجمالية (الشرقية)
قرية الجمالية هي إحدى القرى التابعة لمركز الحسينية في محافظة الشرقية في جمهورية مصر العربية. حسب إحصاءات سنة 2006، بلغ إجمالي السكان في الجمالية 8928 نسمة، منهم 4353 رجل و4575 امرأة.

## التاريخ
قرية الجمالية من القرى القديمة، حيث وردت باسم «مدورة جمل» في أعمال الشرقية ضمن قرى الروك الصلاحي التي أحصاها ابن مماتي في كتاب قوانين الدواوين. كما وردت باسم «مدورة جميل» في أعمال الشرقية ضمن قرى الروك الناصري التي أحصاها ابن الجيعان في كتاب «التحفة السنية بأسماء البلاد المصرية». وفي العصر العثماني كان اسمها في التربيع العثماني الذي أجراه الوالي العثماني سليمان باشا الخادم في عصر السلطان العثماني سليمان القانوني «مدورة جميل» ضمن قرى ولاية الشرقية، وفي تاريخ 1228هـ/1813م الذي عدّ قرى مصر بعد المسح الذي قام به محمد علي باشا باسم «كفر المدورة» ضمن قرى مديرية الشرقية. وفي سنة 1337هـ/1918م تغيّر الاسم إلى الجمالية.